# 联合国维持和平行动列表

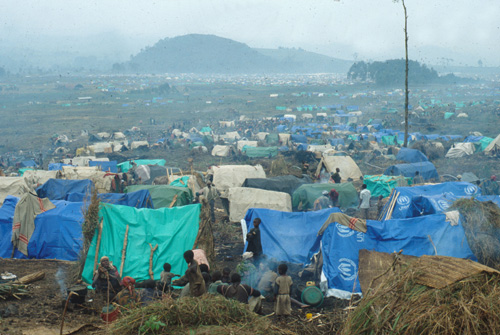
一个位于刚果民主共和国东部地区的联合国难民营。

联合国维持和平行动：
正在进行维持和平行动的地区
已经结束维持和平行动的地区

这是一个有关于联合国自1945年成立以来的历次维持和平行动（简称维和行动）的详细情况列表。
该列表详细叙述了历次维持和平行动的时间、行动名称、维持和平行动所在的国家或地区、维持和平行动的原因和相关的网页链接信息等。
维持和平行动，根据联合国的定义，是联合国所确立的一种独特而有活力的手段，目的是帮助受冲突之患的国家创造实现持久和平的条件。经联合国安理会授权的维持和平任务具有国际性，因而在执行任何联合国和平行动时具有无可比拟的合法性。

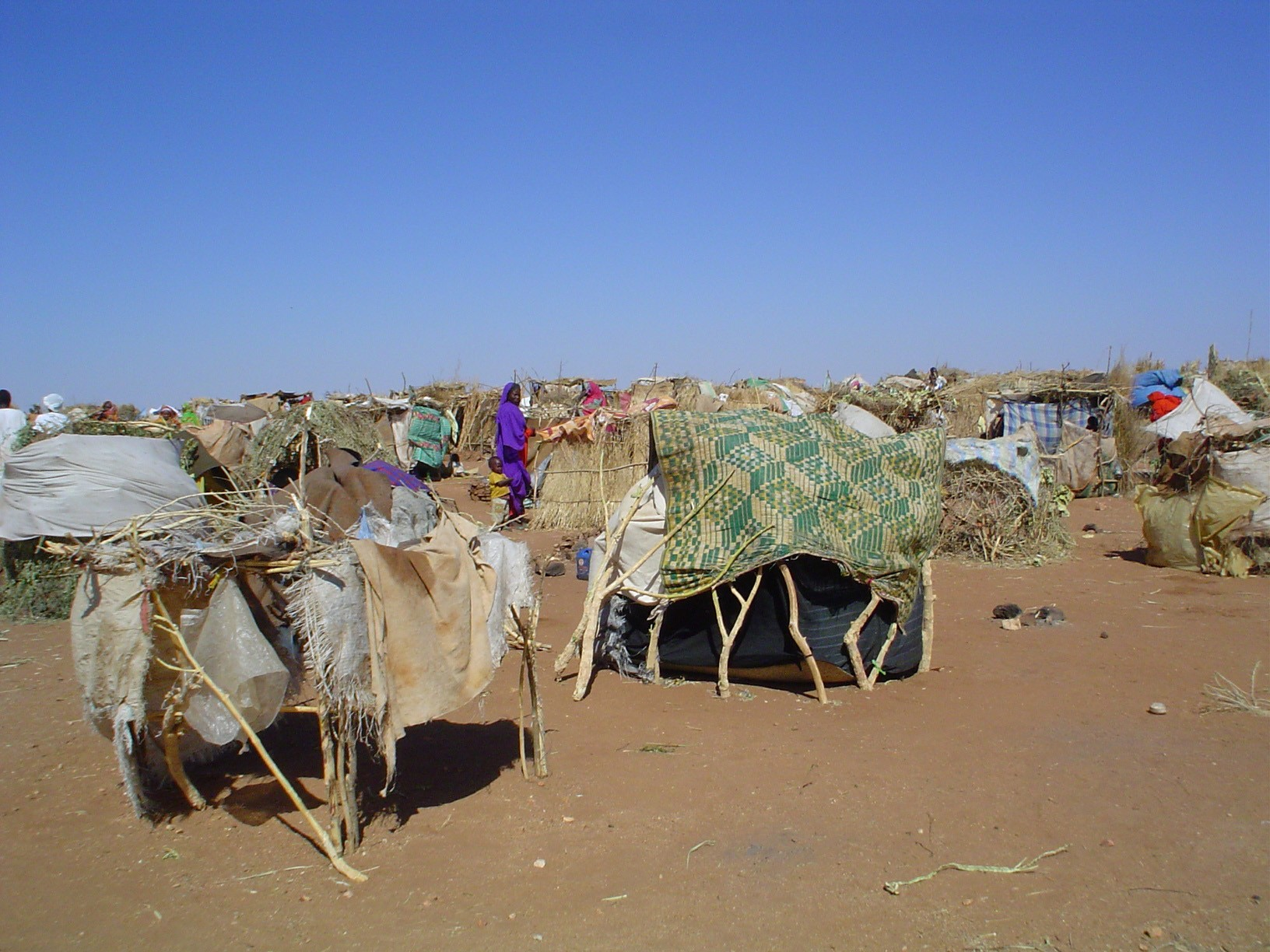
达尔富尔冲突导致苏丹难民营中大部分为国内难民。

在联合国宪章中赋予联合国安全理事会的权力和责任，要求安理会采取集体行动，以维持国际和平与安全。为此，国际社会通常经由安理会授权进行维持和平行动以及相关工作。这些维和行动大多是由联合国本身来具体执行的，为联合国部队的指挥工作服务。在联合国的直接参与下，未经安理会授权的其他组织进行维持和平行动被认为不适当的，如北大西洋公约组织、西非国家经济共同体等区域性组织或若干国家组成的联合军事力量进行某些维持和平的行动。
逐步地，维和行动已演变成具有多种不同作用，扩展到包括与国家，国际司法机构的外交关系（如国际刑事法院），以及诸如消除战时遗留地雷问题，以避免由此导致新的冲突和争端发生等方面。

## 已经完成的任务

### 非洲地区
| 行动时间       | 行动名称                           | 行动地点       | 冲突名称                  | 网站                                                    |
| -------------- | ---------------------------------- | -------------- | ------------------------- | ------------------------------------------------------- |
| 1960年－1964年 | 联合国刚果行动                     | 刚果民主共和国 | 刚果危机                  | 英文： 中文：                                           |
| 1988年－1991年 | 第一期联合国安哥拉核查团           | 安哥拉         | 安哥拉内战                | 英文 （页面存档备份，存于） 中文 （页面存档备份，存于） |
| 1989年－1990年 | 联合国过渡时期援助团               | 纳米比亚       | 纳米比亚独立战争          | 英文 中文 （页面存档备份，存于）                        |
| 1991年－1995年 | 第二期联合国安哥拉核查团           | 安哥拉         | 安哥拉内战                | 英文 （页面存档备份，存于） 中文 （页面存档备份，存于） |
| 1992年－1994年 | 联合国莫桑比克行动                 | 莫桑比克       | 莫桑比克内战              | 英文 （页面存档备份，存于） 中文 （页面存档备份，存于） |
| 1992年－1993年 | 第一期联合国索马里行动             |                | 索马里内战                | 英文 中文 （页面存档备份，存于）                        |
| 1993年－1997年 | 联合国利比里亚观察团               | 利比里亚       | 第一次利比里亚内战        | 英文 中文 （页面存档备份，存于）                        |
| 1993年－1994年 | 联合国乌干达－卢旺达观察团         | 卢旺达         | 卢旺达内战                | 英文 （页面存档备份，存于） 中文 （页面存档备份，存于） |
| 1993年－1994年 | 联合国乌干达－卢旺达观察团         | 乌干达         | 卢旺达内战                | 英文 （页面存档备份，存于） 中文 （页面存档备份，存于） |
| 1993年－1995年 | 第二期联合国索马里行动             |                | 索马里内战                | 英文 中文 （页面存档备份，存于）                        |
| 1993年－1996年 | 联合国卢旺达援助团                 | 卢旺达         | 卢旺达内战                | 英文 中文 （页面存档备份，存于）                        |
| 1994年         | 联合国奥祖地带观察组               |                | 奥祖地带争端              | 英文 中文 （页面存档备份，存于）                        |
| 1994年         | 联合国奥祖地带观察组               | 利比亞         | 奥祖地带争端              | 英文 中文 （页面存档备份，存于）                        |
| 1995年－1997年 | 第三期联合国安哥拉核查团           | 安哥拉         | 安哥拉内战                | 英文 中文 （页面存档备份，存于）                        |
| 1997年－1999年 | 联合国安哥拉观察团                 | 安哥拉         | 安哥拉内战                | 英文 （页面存档备份，存于） 中文 （页面存档备份，存于） |
| 1998年－1999年 | 联合国塞拉利昂观察团               |                | 塞拉利昂内战              | 英文 （页面存档备份，存于） 中文 （页面存档备份，存于） |
| 1998年－2000年 | 联合国中非共和国特派团             | 中非           | 中非政变                  | 英文 （页面存档备份，存于） 中文 （页面存档备份，存于） |
| 1999年－2005年 | 联合国塞拉利昂特派团               |                | 塞拉利昂内战              | 英文 （页面存档备份，存于） 中文 （页面存档备份，存于） |
| 1999年－2010年 | 联合国刚果民主共和国稳定团         | 刚果民主共和国 | 第二次刚果战争            | 英文： 中文：                                           |
| 2000年－2008年 | 联合国埃塞俄比亚和厄立特里亚特派团 |                | 埃塞俄比亚-厄立特里亚战争 | 英文 （页面存档备份，存于） 中文 （页面存档备份，存于） |
| 2000年－2008年 | 联合国埃塞俄比亚和厄立特里亚特派团 | 衣索比亞       | 埃塞俄比亚-厄立特里亚战争 | 英文 （页面存档备份，存于） 中文 （页面存档备份，存于） |
| 2003年－2018年 | 联合国利比里亚特派团               | 利比里亚       | 第二次利比里亞內戰        | 英文 中文 （页面存档备份，存于）                        |
| 2004年－2007年 | 联合国布隆迪行动                   |                | 布隆迪内战                | 英文 （页面存档备份，存于） 中文 （页面存档备份，存于） |
| 2004年－2017年 | 联合国科特迪瓦行动                 |                | 科特迪瓦内战              | 英文 （页面存档备份，存于） 中文 （页面存档备份，存于） |
| 2005年－2011年 | 联合国苏丹特派团                   | 苏丹           | 第二次苏丹内战            | 英文 中文 （页面存档备份，存于）                        |
| 2007年－2010年 | 联合国中非共和国和乍得特派团       | · 中非         | 达尔富尔冲突，乍得内战    | 英文 （页面存档备份，存于） 中文 （页面存档备份，存于） |
| 2007年－2020年 | 非洲聯盟-聯合國達爾富爾混合行動    | 苏丹           | 达尔富尔冲突              | 英文 （页面存档备份，存于） 中文 （页面存档备份，存于） |
| 2013年-2023年  | 联合国马里多层面综合稳定团         |                | 马里北部冲突              | 英文 （页面存档备份，存于） 中文 （页面存档备份，存于） |

### 美洲地区
| 行动时间       | 行动名称                                   | 行动地点 | 行动地点 | 冲突                   | 网站                                                  |
| -------------- | ------------------------------------------ | -------- | -------- | ---------------------- | ----------------------------------------------------- |
| 1965年－1966年 | 联合国秘书长特别代表驻多米尼加共和国特派团 |          |          | 收紧权力行动           | 英文 中文 （页面存档备份，存于）                      |
| 1989年－1992年 | 联合国中美洲观察团                         |          | 中美洲   | 中美洲危機尼加拉瓜内战 | 英文（页面存档备份，存于） 中文（页面存档备份，存于） |
| 1989年－1992年 | 联合国中美洲观察团                         | 薩爾瓦多 | 中美洲   | 中美洲危機尼加拉瓜内战 | 英文（页面存档备份，存于） 中文（页面存档备份，存于） |
| 1989年－1992年 | 联合国中美洲观察团                         |          | 中美洲   | 中美洲危機尼加拉瓜内战 | 英文（页面存档备份，存于） 中文（页面存档备份，存于） |
| 1989年－1992年 | 联合国中美洲观察团                         |          | 中美洲   | 中美洲危機尼加拉瓜内战 | 英文（页面存档备份，存于） 中文（页面存档备份，存于） |
| 1989年－1992年 | 联合国中美洲观察团                         | 尼加拉瓜 | 中美洲   | 中美洲危機尼加拉瓜内战 | 英文（页面存档备份，存于） 中文（页面存档备份，存于） |
| 1991年－1995年 | 联合国萨尔瓦多观察团                       | 薩爾瓦多 | 薩爾瓦多 | 薩爾瓦多內戰           | 英文 中文 （页面存档备份，存于）                      |
| 1993年－1996年 | 联合国海地特派团                           | 海地     | 海地     | 1991年海地政变         | 英文 中文 （页面存档备份，存于）                      |
| 1996年－1997年 | 联合国海地支助团                           | 海地     | 海地     | 维持海地新民主的稳定   | 英文 中文 （页面存档备份，存于）                      |
| 1997年         | 联合国危地马拉核查团                       |          |          | 危地马拉内战           | 英文 中文 （页面存档备份，存于）                      |
| 1997年         | 联合国海地过渡时期特派团                   | 海地     | 海地     | 培训海地国家警察       | 英文 中文 （页面存档备份，存于）                      |
| 1997年－2000年 | 联合国海地民警特派团                       | 海地     | 海地     | 培训海地国家警察       | 英文 中文 （页面存档备份，存于）                      |
| 2000年－2001年 | 联合国大会驻海地国际文职人员支助团         | 海地     | 海地     | 培训海地国家警察       | 英文                                                  |
| 2004年－2017年 | 联合国海地稳定特派团                       | 海地     | 海地     | 2004年海地政變         | 英文 中文 （页面存档备份，存于）                      |
| 2017年－2019年 | 联合国海地司法支助特派团                   | 海地     | 海地     | 2004年海地政變         | 英文 中文 （页面存档备份，存于）                      |

### 亚洲地区
| 行动时间       | 行动名称                     | 行动地点       | 行动地点   | 冲突                     | 网站                                                    | 备注 |
| -------------- | ---------------------------- | -------------- | ---------- | ------------------------ | ------------------------------------------------------- | ---- |
| 1962年－1963年 | 联合国西新几内亚安全部队     | 自由巴布亞運動 | 西新几内亚 | 西巴布亚主权移交         | 英文 中文 （页面存档备份，存于）                        |      |
| 1962年－1963年 | 联合国西新几内亚安全部队     | 荷屬新幾內亞   | 西新几内亚 | 西巴布亚主权移交         | 英文 中文 （页面存档备份，存于）                        |      |
| 1962年－1963年 | 联合国西新几内亚安全部队     | 印度尼西亞     | 西新几内亚 | 西巴布亚主权移交         | 英文 中文 （页面存档备份，存于）                        |      |
| 1965年－1966年 | 联合国印度-巴基斯坦观察团    | 印度           | 印度       | 第二次印巴战争           | 英文 中文 （页面存档备份，存于）                        |      |
| 1965年－1966年 | 联合国印度-巴基斯坦观察团    | 巴基斯坦       |            | 第二次印巴战争           | 英文 中文 （页面存档备份，存于）                        |      |
| 1988年－1990年 | 联合国阿富汗-巴基斯坦斡旋团  | 阿富汗         | 阿富汗     | 苏联入侵阿富汗           | 英文 （页面存档备份，存于） 中文 （页面存档备份，存于） |      |
| 1988年－1990年 | 联合国阿富汗-巴基斯坦斡旋团  | 巴基斯坦       |            | 苏联入侵阿富汗           | 英文 （页面存档备份，存于） 中文 （页面存档备份，存于） |      |
| 1991年－1992年 | 联合国柬埔寨先遣团           | 柬埔寨         | 柬埔寨     | 越南占领柬埔寨           | 英文 中文 （页面存档备份，存于）                        |      |
| 1992年－1993年 | 柬埔寨过渡时期联合国权力机构 | 柬埔寨         | 柬埔寨     | 越南占领柬埔寨           | 英文 （页面存档备份，存于） 中文 （页面存档备份，存于） |      |
| 1994年－2000年 | 联合国塔吉克斯坦观察团       |                |            | 塔吉克斯坦内战           | 英文 （页面存档备份，存于） 中文 （页面存档备份，存于） |      |
| 1999年         | 联合国东帝汶特派团           | 东帝汶         | 东帝汶     | 1999年東帝汶危機         | 英文                                                    |      |
| 1999年         | 联合国东帝汶特派团           | 印度尼西亞     | 东帝汶     | 1999年東帝汶危機         | 英文                                                    |      |
| 1999年－2002年 | 联合国东帝汶过渡行政当局     | 东帝汶         | 东帝汶     | 印度尼西亚入侵占领东帝汶 | 英文 中文 （页面存档备份，存于）                        |      |
| 1999年－2002年 | 联合国东帝汶过渡行政当局     | 印度尼西亞     | 东帝汶     | 印度尼西亚入侵占领东帝汶 | 英文 中文 （页面存档备份，存于）                        |      |
| 2002年－2005年 | 联合国东帝汶支助团           | 东帝汶         | 东帝汶     | 印度尼西亚入侵占领东帝汶 | 英文 （页面存档备份，存于） 中文 （页面存档备份，存于） |      |
| 2006年－2012年 | 联合国东帝汶综合特派团       | 东帝汶         | 东帝汶     | 2006年东帝汶危机         | 英文 中文 （页面存档备份，存于）                        |      |

### 欧洲地区
| 行动时间       | 行动名称                                               | 行动地点             | 行动地点             | 冲突               | 网站                                                    | 备注                                                         |
| -------------- | ------------------------------------------------------ | -------------------- | -------------------- | ------------------ | ------------------------------------------------------- | ------------------------------------------------------------ |
| 1992年－1995年 | 联合国保护部队                                         | 波斯尼亚和黑塞哥维那 | 南斯拉夫             | 南斯拉夫内战       | 英文 中文 （页面存档备份，存于）                        | 四个国家皆为前南斯拉夫加盟共和国，先后宣布独立。             |
| 1992年－1995年 | 联合国保护部队                                         |                      | 南斯拉夫             | 南斯拉夫内战       | 英文 中文 （页面存档备份，存于）                        | 四个国家皆为前南斯拉夫加盟共和国，先后宣布独立。             |
| 1992年－1995年 | 联合国保护部队                                         | 北馬其頓             | 南斯拉夫             | 南斯拉夫内战       | 英文 中文 （页面存档备份，存于）                        | 四个国家皆为前南斯拉夫加盟共和国，先后宣布独立。             |
| 1992年－1995年 | 联合国保护部队                                         | 南斯拉夫联盟共和国   | 南斯拉夫             | 南斯拉夫内战       | 英文 中文 （页面存档备份，存于）                        | 四个国家皆为前南斯拉夫加盟共和国，先后宣布独立。             |
| 1993年－2009年 | 联合国格鲁吉亚观察团                                   |                      |                      | 阿布哈兹战争       | 英文 （页面存档备份，存于） 中文 （页面存档备份，存于） |                                                              |
| 1994年－1996年 | 联合国克罗地亚恢复信任行动                             |                      |                      | 克罗地亚战争       | 英文 中文 （页面存档备份，存于）                        |                                                              |
| 1995年－2002年 | 联合国波斯尼亚和黑塞哥维那特派团                       | 波斯尼亚和黑塞哥维那 | 波斯尼亚和黑塞哥维那 | 波斯尼亚战争       | 英文 （页面存档备份，存于） 中文 （页面存档备份，存于） |                                                              |
| 1995年－1999年 | 联合国预防性部署部队                                   | 北馬其頓             | 北馬其頓             | 南斯拉夫内战之后   | 英文 中文 （页面存档备份，存于）                        |                                                              |
| 1996年－1998年 | 联合国东斯拉沃尼亚、巴拉尼亚和西锡尔米乌姆过渡行政当局 |                      |                      | 克罗地亚战争       | 英文 中文 （页面存档备份，存于）                        |                                                              |
| 1996年－2002年 | 联合国普雷维拉卡观察团                                 |                      | 普雷夫拉卡半島       | 普雷维拉卡领土争端 | 英文 （页面存档备份，存于） 中文 （页面存档备份，存于） | 克罗地亚和南斯拉夫联盟共和国均声称对普雷维拉卡半岛拥有主权， |
| 1996年－2002年 | 联合国普雷维拉卡观察团                                 | 南斯拉夫             | 普雷夫拉卡半島       | 普雷维拉卡领土争端 | 英文 （页面存档备份，存于） 中文 （页面存档备份，存于） | 克罗地亚和南斯拉夫联盟共和国均声称对普雷维拉卡半岛拥有主权， |
| 1998年         | 联合国警察支助组                                       |                      |                      | 克罗地亚战争       | 英文 （页面存档备份，存于） 中文 （页面存档备份，存于） |                                                              |

### 中东地区
| 行动时间       | 行动名称                    | 行动地点         | 冲突名称                 | 网站                                                    |
| -------------- | --------------------------- | ---------------- | ------------------------ | ------------------------------------------------------- |
| 1956年－1967年 | 联合国第一期紧急部队        | 阿拉伯聯合共和國 | 苏伊士运河危机，六日战争 | 英文 （页面存档备份，存于） 中文 （页面存档备份，存于） |
| 1956年－1967年 | 联合国第一期紧急部队        | 以色列           | 苏伊士运河危机，六日战争 | 英文 （页面存档备份，存于） 中文 （页面存档备份，存于） |
| 1958年         | 联合国黎巴嫩观察组          | 黎巴嫩           | 1958年黎巴嫩危机         | 英文 中文 （页面存档备份，存于）                        |
| 1963年－1964年 | 联合国也门观察团            | 北也門           | 北也门内战               | 英文 （页面存档备份，存于） 中文 （页面存档备份，存于） |
| 1973年－1979年 | 联合国第二期紧急部队        | 埃及             | 赎罪日战争               | 英文 中文 （页面存档备份，存于）                        |
| 1973年－1979年 | 联合国第二期紧急部队        | 以色列           | 赎罪日战争               | 英文 中文 （页面存档备份，存于）                        |
| 1988年－1991年 | 联合国伊朗–伊拉克军事观察组 | 伊朗             | 两伊战争                 | 英文 （页面存档备份，存于） 中文 （页面存档备份，存于） |
| 1988年－1991年 | 联合国伊朗–伊拉克军事观察组 | 伊拉克           | 两伊战争                 | 英文 （页面存档备份，存于） 中文 （页面存档备份，存于） |
| 1991年－2003年 | 联合国伊拉克–科威特观察团   | 伊拉克           | 海湾战争                 | 英文 （页面存档备份，存于） 中文 （页面存档备份，存于） |
| 1991年－2003年 | 联合国伊拉克–科威特观察团   | 科威特           | 海湾战争                 | 英文 （页面存档备份，存于） 中文 （页面存档备份，存于） |
| 2012年         | 联合国叙利亚监督团          | 叙利亚           | 敘利亞內戰               | 英文 （页面存档备份，存于）                             |

## 正在进行中的维和行动

### 非洲地区
| 行动开始时间 | 行动名称                         | 行动地点       | 行动地点       | 冲突名称     | 网站                                                    |
| ------------ | -------------------------------- | -------------- | -------------- | ------------ | ------------------------------------------------------- |
| 1991年       | 联合国西撒哈拉全民投票特派团     | 西撒哈拉       | 西撒哈拉       | 西撒哈拉冲突 | 英文 （页面存档备份，存于） 中文 （页面存档备份，存于） |
| 1991年       | 联合国西撒哈拉全民投票特派团     | 摩洛哥         | 西撒哈拉       | 西撒哈拉冲突 | 英文 （页面存档备份，存于） 中文 （页面存档备份，存于） |
| 2010年       | 联合国刚果民主共和国稳定特派团   | 刚果民主共和国 | 刚果民主共和国 | 基伍衝突     | 英文 （页面存档备份，存于） 中文 （页面存档备份，存于） |
| 2011年       | 联合国阿卜耶伊临时安全部队       | 苏丹           | 苏丹           | 阿卜耶伊冲突 | 英文 （页面存档备份，存于） 中文 （页面存档备份，存于） |
| 2011年       | 联合国南苏丹共和国特派团         | 南蘇丹         | 南蘇丹         | 南苏丹内战   | 英文 （页面存档备份，存于） 中文 （页面存档备份，存于） |
| 2014年       | 联合国中非共和国多层面综合稳定团 | 中非           | 中非           | 中非內戰     | 英文 （页面存档备份，存于） 中文 （页面存档备份，存于） |

### 亚洲地区
| 行动开始时间 | 行动名称                   | 行动地点 | 行动地点 | 冲突名称     | 网站                                                    |
| ------------ | -------------------------- | -------- | -------- | ------------ | ------------------------------------------------------- |
| 1949年       | 联合国印度和巴基斯坦观察组 | 印度     | 克什米尔 | 克什米爾衝突 | 英文 （页面存档备份，存于） 中文 （页面存档备份，存于） |
| 1949年       | 联合国印度和巴基斯坦观察组 | 巴基斯坦 | 克什米尔 | 克什米爾衝突 | 英文 （页面存档备份，存于） 中文 （页面存档备份，存于） |

### 欧洲地区
| 行动开始时间 | 行动名称                       | 行动地点   | 行动地点   | 冲突名称     | 网站                                                    | 备注 |
| ------------ | ------------------------------ | ---------- | ---------- | ------------ | ------------------------------------------------------- | --- |
| 1964年       | 联合国驻塞浦路斯维持和平部队   | 賽普勒斯   | 塞浦路斯岛 | 賽普勒斯問題 | 英文 （页面存档备份，存于） 中文 （页面存档备份，存于） | 除土耳其之外的所有国家和联合国均只承认塞浦路斯共和国，并支持该国对整个塞浦路斯岛拥有主权。 只有土耳其和伊斯兰合作组织承认北塞浦路斯土耳其共和国，该国现控制着塞浦路斯岛北部地区大部。 |
| 1964年       | 联合国驻塞浦路斯维持和平部队   | 北賽普勒斯 | 塞浦路斯岛 | 賽普勒斯問題 | 英文 （页面存档备份，存于） 中文 （页面存档备份，存于） | 除土耳其之外的所有国家和联合国均只承认塞浦路斯共和国，并支持该国对整个塞浦路斯岛拥有主权。 只有土耳其和伊斯兰合作组织承认北塞浦路斯土耳其共和国，该国现控制着塞浦路斯岛北部地区大部。 |
| 1999年       | 联合国科索沃临时行政当局特派团 | 科索沃     | 科索沃     | 科索沃战争   | 英文 （页面存档备份，存于） 中文 （页面存档备份，存于） | |
| 1999年       | 联合国科索沃临时行政当局特派团 | 塞爾維亞   | 科索沃     | 科索沃战争   | 英文 （页面存档备份，存于） 中文 （页面存档备份，存于） | |

### 中东地区
| 行动开始时间 | 行动名称                 | 行动地点 | 行动地点 | 冲突名称                                                                         | 网站                                                    | 备注                                           |
| ------------ | ------------------------ | -------- | -------- | -------------------------------------------------------------------------------- | ------------------------------------------------------- | ---------------------------------------------- |
| 1948年       | 联合国停战监督组织       | 中东地区 | 中东地区 | 监测停火、监督停战协定、预防孤立事件升级并协助联合国在该区域的其他维持和平行动。 | 英文 中文 （页面存档备份，存于）                        |                                                |
| 1974年       | 联合国脱离接触观察员部队 | 以色列   | 戈蘭高地 | 监督以色列同叙利亚在赎罪日战争之后执行停火协议。                                 | 英文 （页面存档备份，存于） 中文 （页面存档备份，存于） | 以色列、黎巴嫩和叙利亚均宣称对戈兰高地拥有主权 |
| 1974年       | 联合国脱离接触观察员部队 | 黎巴嫩   | 戈蘭高地 | 监督以色列同叙利亚在赎罪日战争之后执行停火协议。                                 | 英文 （页面存档备份，存于） 中文 （页面存档备份，存于） | 以色列、黎巴嫩和叙利亚均宣称对戈兰高地拥有主权 |
| 1974年       | 联合国脱离接触观察员部队 | 叙利亚   | 戈蘭高地 | 监督以色列同叙利亚在赎罪日战争之后执行停火协议。                                 | 英文 （页面存档备份，存于） 中文 （页面存档备份，存于） | 以色列、黎巴嫩和叙利亚均宣称对戈兰高地拥有主权 |
| 1978年       | 联合国驻黎巴嫩临时部队   | 黎巴嫩   | 黎巴嫩   | 以色列入侵黎巴嫩以及2006年黎巴嫩战争。                                           | 英文 （页面存档备份，存于） 中文 （页面存档备份，存于） |                                                |

## 外部連結
- 可参见联合国网站每次单项任务详细情况网页介绍资料：

（英文） UN peacekeeping website （页面存档备份，存于）
（简体中文） 联合国维持和平行动网页 （页面存档备份，存于）
- Tudor, Margot. . 英國康瓦爾艾希特大學: 劍橋大學出版社. 2023. ISBN 9781009264952. doi:10.1017/9781009264952 （英语）.  2025年羅伯特·傑維斯國際安全研究論壇書評會紀錄